# Charles Hennemann
Charles Hennemann (Charles Henry Hennemann; * 15. Februar 1866 in Iowa; † 23. Juni 1938) war ein US-amerikanischer Diskuswerfer, Kugelstoßer und Gewichtweitwerfer.
Bei den Olympischen Spielen 1904 in St. Louis wurde er Vierter im Gewichtweitwurf.
Dreimal wurde er US-Meister im Diskuswurf (1897, 1898, 1902) und einmal im Kugelstoßen (1897).

## Persönliche Bestleistungen
- Kugelstoßen: 13,00 m, 28. August 1897, New York City
- Diskuswurf: 36,19 m, 28. August 1897, New York City